# Евелін Буї
Евелін Буї (фр. Évelyne Bouix; нар. 22 квітня 1953) — французька акторка.

## Біографія
Народилася 1953 року в місті Шарантон-ле-Пон, зростала в Єррі. Під час навчання у ліцеї один із вчителів запримітив у ній акторський талант й привіз її до Парижу, де 16-літня дівчина дебютувала в театрі Комеді Франсез під керівництвом П'єра Дюка.
У 1974—1976 роках опановувала акторську майстерність у театральній школі. Попервах грала на сценах невеликих паризьких театрів, згодом пішли численні другорядні ролі в кіно і телевізійних постановках.
На початку 1980-их років Евелін Буї стала супутницею життя режисера Клода Лелуша, виконала головні ролі у низці його фільмів. У шлюбі народилася донька — майбутня актриса Саломе Лелуш, але в 1985 році подружжя розійшлося.
З 1986 Буї стала фактичною дружиною актора П'єра Ардіті, вони офіційно одружилися лише через 25 років, у 2010.
З другої половини 1990-их в кінокар'єрі актриси виникла пауза, що протривала до 2003, надалі Евелін знімалася переважно в серіалах.
У 1999 була нагороджена французьким орденом «За заслуги».

## Фільмографія
З 1976 року знялася у понад ніж в 60-ти фільмах, зокрема:
- 1981 - Одні та інші - Евелін / Едіт (дочка)
- 1982 - Знедолені - Фантина, мати Козетти
- 1983 - Едіт і Марсель - Едіт Піаф
- 1984 - Хай живе життя! - Сара Гаучера
- 1985 - Піти, повернутися - молода Саломе Лернер
- 1986 - Чоловік і жінка: 20 років по тому - Франсуаза
- 1989 - Хміль перетворення - Христина Хофленер
- 1990 - Дозвольте вас підвезти - Емілі
- 1993 - Все про це - Мерилін Грандін